# Isonema infundibuliflorum
Isonema infundibuliflorum är en oleanderväxtart som beskrevs av Otto Stapf. Isonema infundibuliflorum ingår i släktet Isonema och familjen oleanderväxter. Inga underarter finns listade i Catalogue of Life.